# Ezetimiba
L'ezetimiba és un medicament que s'utilitza per tractar el colesterol alt en sang i algunes altres anomalies dels lípids. Generalment s'utilitza juntament amb canvis en la dieta i una estatina. Per si sol, és menys preferit que una estatina. Es pren per via oral. També està disponible en combinacions fixes d'ezetimiba/simvastatina, ezetimiba/atorvastatina i ezetimiba/rosuvastatina.
Els esdeveniments adversos més freqüents inclouen infeccions del tracte respiratori superior, dolor articular, diarrea i cansament. Els efectes secundaris greus poden incloure anafilaxi, problemes hepàtics, depressió i ruptura muscular. L'ús durant l'embaràs i la lactància materna és de seguretat poc clara. L'ezetimiba actua disminuint l'absorció de colesterol als intestins.
A l'estat espanyol està comercialitzat (sol) com a EFG, Absorcol, Ezetrol, Azibe, Ezicor.